# Gnathopalystes kochi
Gnathopalystes kochi là một loài nhện trong họ Sparassidae.
Loài này thuộc chi Gnathopalystes. Gnathopalystes kochi được Eugène Simon miêu tả năm 1880.